# Åkerbo domsaga
Åkerbo domsaga, var en domsaga i Västmanlands län. Den bildades 1796 och uppgick 1858 i  Västmanlands västra domsaga
Domsagan lydde under Svea hovrätts domkrets.

## Härader
Domsagan omfattade:
- Åkerbo härad

## Tingslag
- Åkerbo tingslag